# Rio Fortuna
Rio Fortuna é um município brasileiro do estado de Santa Catarina.  

## História
Os índios pertencentes a tribo xöklen foram os primeiros moradores do município.
A colonização das terras que hoje pertencem a Rio Fortuna iniciou por volta do ano de 1872, com filhos de imigrantes vindos, em grande maioria, de São Bonifácio e, em menor quantidade, vieram descendentes de alemães de Anitápolis, Tubarão e São Pedro do Sul (atual Armazém).
Em 15 de abril de 1909, por meio do decreto número 789, Rio Fortuna passou à condição de distrito pertencente ao município de Imaruí, e nessa época a localidade pouco evoluiu devido à distância da sede.
Em de 3 de janeiro de 1921, com a assinatura da lei número 107, foi criado o distrito de Rio Fortuna, agora pertencente ao município de Tubarão e o distrito passou a ter um intendente.
Pelo decreto-lei número 86, de 31 de março de 1938, a sede foi elevada à categoria de vila de Tubarão.
Pela lei estadual número 1.022 de 30 de dezembro de 1953, Rio Fortuna passou a ser distrito do recém-criado município de Braço do Norte e, enquanto pertenceu à cidade vizinha, Rio Fortuna passou a ter direito a representantes na Câmara de Vereadores.
Em de 21 de junho de 1958, pela lei estadual 348, Rio Fortuna foi emancipado, passando a ter independência administrativa e mais verbas. Adolfo Boeing foi nomeado prefeito interino por seis meses, até Marcos Vandresen ser eleito para o cargo.

## Economia
A base econômica do município está calcada na agricultura familiar e na pecuária (principalmente leiteira, sendo o município um dos maiores produtores de leite no estado) com destaque também para o cultivo de fumo, milho, feijão e florestas de pinus e eucalipto.
Sua economia já dependeu unicamente da agricultura, mas hoje se baseia também na extração de fluorita, mineral do qual o município possui uma das maiores reservas, de grande valor econômico pois, além de sua utilização na indústria siderúrgica, é a principal fonte de flúor para a indústria química; na piscicultura; e na indústria de transformação, como as indústrias de laticínios (a mais importante cadeia econômica do município) e de beneficiamento de madeira, atualmente as principais fontes de oportunidade de trabalho urbano.

## Educação
Atualmente está sendo construída uma escola técnica regional no município. O CEDUP virá para atender uma antiga reivindicação regional, a capacitação profissional dos jovens para melhor trabalhar na agricultura familiar e para especializarem-se para as indústrias de beneficiamento de leite, carnes e madeiras da região.

## Geografia
Rio Fortuna localiza-se a uma latitude 28º07'52" sul e a uma longitude 49º06'19" oeste, estando a uma altitude média de 130 metros, contemplado por muitos rios e córregos.
Segundo o censo do IBGE, em 2010 o município contava com uma população de 4 446 habitantes.
Os rios que banham o município e que merecem destaque são o rio Braço do Norte, rio Fortuna, rio Claro, rio Bravo, rio Branco, rio Café, rio Otília, rio Facão, rio dos Bugres, rio Chapéu, rio Espraiado, rio Areão e rio Azedo.
O município possui uma área de 300,315 quilômetros quadrados, dividida em 16 comunidades:
- Alto Rio Fortuna
- Alto Rio Pequeno (Serrinha)
- Barra do Rio Chapéu
- Bracinho do Rio dos Bugres
- Boa Vista
- Rio Areão
- Rio Azedo
- Rio Branco
- Rio Bravo Baixo
- Rio Café
- Rio Chapéu
- Rio Claro
- Rio dos Bugres
- Rio Facão
- Rio Otília
- Rio Pinto